# 隆头鱼属
隆头鱼属（学名：Labrus）是隆头鱼目隆头鱼科的一个属，其下生物分布于大西洋东部至地中海、黑海海域。

## 分類
本屬屬於隆頭魚亞科，其下共有四种：
- 贝氏隆头鱼 Labrus bergylta  Ascanius, 1767
- 褐隆头鱼 Labrus merula  Linnaeus, 1758
- 红纹隆头鱼 Labrus mixtus  Linnaeus, 1758
- 绿隆头鱼 Labrus viridis  Linnaeus, 1758